# 1225 Ariane
Ariane (asteroide 1225) é um asteróide da cintura principal, a 2,0677742 UA. Possui uma excentricidade de 0,0740107 e um período orbital de 1 218,79 dias (3,34 anos).
Ariane tem uma velocidade orbital média de 19,93169213 km/s e uma inclinação de 3,07868º.
Esse asteroide foi descoberto em 23 de Abril de 1930 por Hendrik van Gent.